# Bezirk Husiatyn

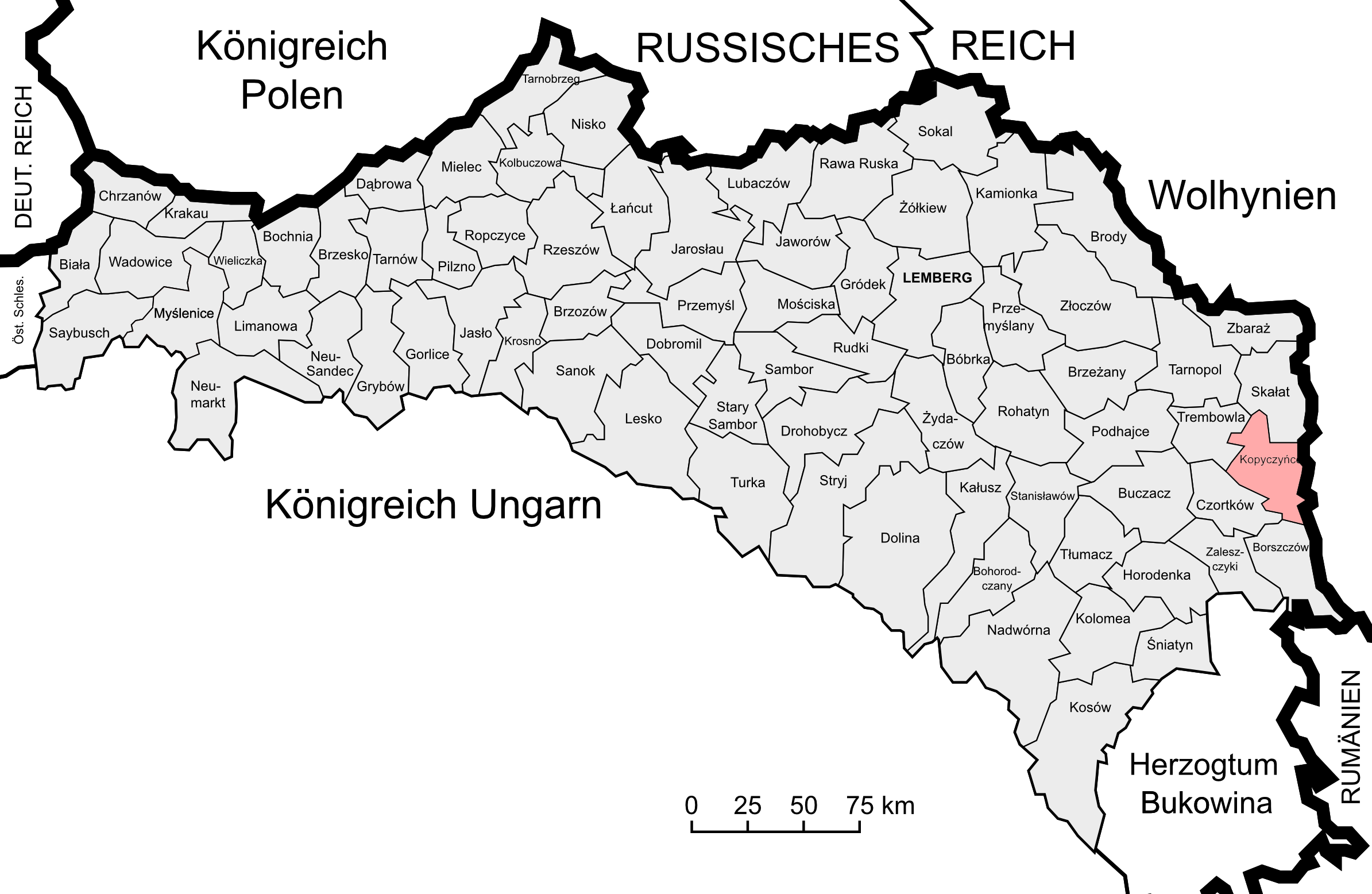
Lage des Bezirks Husiatyn im Kronland Galizien und Lodomerien

Der Bezirk Husiatyn war ein politischer Bezirk im Kronland Galizien und Lodomerien. Sein Gebiet umfasste Teile Ostgaliziens in der heutigen Westukraine (Oblast Ternopil, Rajon Hussjatyn sowie Teilen des Rajons Tschortkiw und Rajons Terebowlja), Sitz der Bezirkshauptmannschaft war der Ort Husiatyn. Nach dem Ersten Weltkrieg musste Österreich den gesamten Bezirk an Polen abtreten.
Er grenzte im Norden an den Bezirk Skałat, im Osten an das Russische Kaiserreich, im Süden an den Bezirk Borszczów, im Südwesten an den Bezirk Czortków sowie im Nordwesten an den Bezirk Trembowla.

## Geschichte
Nachdem die Kreisämter Ende Oktober 1865 abgeschafft wurden und deren Kompetenzen auf die Bezirksämter übergingen, schuf man nach dem Österreichisch-Ungarischen Ausgleich 1867 auch die Einteilung des Landes in zwei Verwaltungsgebiete ab. Zudem kam es im Zuge der Trennung der politischen von der judikativen Verwaltung zur Schaffung von getrennten Verwaltungs- und Justizbehörden. Während die gerichtliche Einteilung weitgehend unberührt blieb, fasste man Gemeinden mehrerer Gerichtsbezirke zu Verwaltungsbezirken zusammen.
Der neue politische Bezirk Husiatyn wurde aus folgenden Bezirken gebildet:
- Bezirk Husiatyn (mit 28 Gemeinden ohne die Gemeinde Zalesie)
- Bezirk Kopyczyńce (mit 27 Gemeinden)

Der Bezirk Husiatyn bestand bei der Volkszählung 1910 aus 56 Gemeinden sowie 46 Gutsgebieten und umfasste eine Fläche von 873 km². Hatte die Bevölkerung 1900 noch 93.854 Menschen umfasst, so lebten hier 1910 96.891 Menschen. Auf dem Gebiet lebten dabei mehrheitlich Menschen mit ruthenischer Umgangssprache (61 %) und griechisch-katholischem Glauben, Juden machten rund 12 % der Bevölkerung aus.

## Ortschaften
Auf dem Gebiet des Bezirks bestanden 1910 Bezirksgerichte in Husiatyn und Kopyczyńce, diesen waren folgende Orte zugeordnet:
Gerichtsbezirk Husiatyn:
- Bosyry
- Czabarówka
- Czarnokońce Małe bestehend aus den Ortsteilen Czarnokońce Małe, Nowostawce und Slobódka
- Czarnokońce Wielkie
- Horodnica
- Hryńkowce
- Stadt Husiatyn
- Kociubińczyki
- Krzyweńkie bestehend aus den Ortsteilen Krzyweńkie und Oparszczyzna
- Liczkowce
- Olchowczyk
- Postołówka
- Markt Probużna
- Raków Kąt
- Samoluskowce
- Sidorów
- Siekierzyńce
- Suchodół bestehend aus den Ortsteilen Bednarówka, Suchodół und Trojanówka
- Szydłowce
- Tłusteńkie
- Trybuchowce
- Wasylków
- Wasylkowce
- Wola Czarnokoniecka
- Zielona

Gerichtsbezirk Kopyczyńce:
- Celejów
- Chłopówka
- Markt Chorostków
- Hadyńkowce
- Howiłów Mały
- Howiłów Wielkie
- Jabłonów
- Karaszyńce
- Kluwińce
- Kociubińce
- Markt Kopyczyńce
- Kotówka
- Krogulec
- Majdan
- Mszaniec
- Myszkowce
- Niżborg Nowy
- Niżborg Stary
- Niżborg Szlachecki
- Oryszkowec
- Peremiłów
- Suchostaw
- Tudorów
- Uwisła
- Wierzchowce
- Żabińce